# Timothy Wynter
Timothy Wynter, född 16 januari 1996, är en jamaicansk simmare.
Wynter tävlade för Jamaica vid olympiska sommarspelen 2016 i Rio de Janeiro, där han blev utslagen i försöksheatet på 100 meter ryggsim.